# Celeste (film 1915)
Celeste è un cortometraggio muto del 1915. Non si conosce il nome del regista che non viene riportato nei credit del film.

## Produzione
Il film fu prodotto dalla Big U (Universal Film Manufacturing Company).

## Distribuzione
Distribuito dall'Universal Film Manufacturing Company, il film - un cortometraggio in una bobina - uscì nelle sale cinematografiche USA il 20 maggio 1915.